# Norvegiabåen
Norvegiabåen  est un mont sous-marin submergé sous moins de 2 mètres d'eau, au nord des côtes de l'île Bouvet, à environ 1 kilomètre au nord-est de Cap Valvidia.
Norvegiabåen tient son nom de Norvegia I (no), le navire de l'expédition norvégienne (no) sous le commandement du Capitaine Harald Horntvedt (nn), qui a touché une partie de ce mont le 3 décembre 1927.